# Hulthar State Forest, Ramanagara
Hulthar State Forest là một làng thuộc tehsil Ramanagara, huyện Ramanagara, bang Karnataka, Ấn Độ.